# پودینگ
پودینگ (به انگلیسی: pudding) یکی از انواع دسرها است. پودینگ‌هایی که در قدیم تهیه می‌شد، خوراکی بود که از انواع مواد جامد تشکیل شده بود و یک مادهٔ غذایی این مواد را به هم اتصال می‌داد؛ این مادهٔ اتصال‌دهنده ممکن بود از مشتقات ژلاتین باشد یا نباشد؛ حتی گاهی از خون برای به هم چسباندن اجزای پودینگ استفاده می‌کردند. معروف‌ترین این نوع پودینگ، «پودینگ سیاه» است. این نوع پودینگ‌های قدیمی امروزه هم در برخی مناطق تهیه می‌شوند.
امروزه پودینگ بیشتر نوعی دسر است. معمولاً پودینگ‌های امروزی را از شیر و شکر و دیگر مواد دلخواه تهیه می‌کنند و اغلب از ماده‌ای که به پودینگ خاصیت ژله مانند بدهد، همچون ژلاتین، نشاسته ذرت یا تخم‌مرغ برای جامد کردن و اتصال مواد داخل پودینگ استفاده می‌کنند. از نظر ظاهری، بلان مانژ و کاستارد هم بسیار شبیه به پودینگ هستند.
در طبقه‌بندی کلی‌تر، به هر نوع دسری پودینگ گفته می‌شود.